# مکنزی موزی
مکنزی گِرِیس موزی (انگلیسی: MacKenzie Grace Mauzy؛ زادهٔ ۱۴ اکتبر ۱۹۸۸) یک هنرپیشه اهل ایالات متحده آمریکا است.

## گزیدهٔ آثار

### سینما
- به سوی جنگل (۲۰۱۴)

### تلویزیون
- فوراور (۲۰۱۵–۲۰۱۴)
- استخوان‌ها (۲۰۱۲)
- ان‌سی‌آی‌اس: لس‌آنجلس (۲۰۱۲)
- سی‌اس‌آی (۲۰۱۰)
- قانون و نظم (۲۰۰۹)
- جسور و زیبا (۲۰۰۸–۲۰۰۶)